# مقاطعة خنج (أفغانستان)
مقاطعة خنج هي أكبر مقاطعة في ولاية بنجشير ويبلغ عدد سكانها أكثر من 110.000 نسمة. يُستخرج الزمرد في هذا الجزء من ولاية بنجشير. تضم حوالي 154 قرية، بما في ذلك قرية جنغال عب ، قرية ماتا ، قرية إيشكيشو، قرية بوات، بشغور. تشتهر مقاطعة خنج بمناجم الزمرد. شعبها مزارعون وعمال مناجم.
تتكون المقاطعة من حل وتقسيم المقاطعة السابقة لحصة أول من بنجشير.